# هولين الفائقة 2
هولين الفائقة 2 (بالإنجليزية: Holin superfamily II)‏ هي فصيلة فائقة من البروتينات المفترضة لتشكيل المسام. وهي واحدة من بين سبع عجائن مختلفة من هولين في المجموع. بشكل عام، يعتقد أن هذه البروتينات تلعب دورًا في موت الخلايا المنظم، على الرغم من اختلاف الوظائف بين العائلات والأفراد. تشتمل عائلة هولين الفائقة 2 عائلات TC:
- 1. هاء -1 - عائلة P21 Holin S (P21 Holin)
- 1. هـ -6 - عائلة T7 Holin (T7 Holin)
- 1. هـ -7 - عائلة HP1 هولين (HP1 هولين)
- 1. E.25 - عائلة <i id="mwFQ">Pseudomonas</i> phage F116 Holin (F116 Holin)
- 1. E.50 - عائلة بيتا بروتوباكتيريال هولين (بي بي-هول)

جميع هذه العائلات الأربعة مشتقة من بكتيريا الزائفات وهي ذات أحجام صغيرة نسبيًا ، ومتوسط حجم البروتينات داخل الفصيلة بأكملها هو 78 ± 14 بقايا الأحماض الأمينية (aas). يمكن العثور على بعض الاستثناءات (أي بروتين عائلة لايسيس اس مع 720 بقايا الأحماض الأمينية، TC # 1. هاء 1.1.7 ). كما هو الحال في فصيلة هولين الفائقة I، تظهر البروتينات في هذه العائلات بشكل عام جزأين غشائيين عابرين (TMSs). العائلات 1 و6 في هولين الفائقة 2 هي مجالات معترف بها في قاعدة بيانات المجالات المحفوظة (CDD) مثل لايسيس اس وPHA00426 الفائقة، على التوالي، بينما تفتقر العائلات 7 و25 إلى المجالات المحفوظة المعترف بها.